# Berno
Berno (niem. Bern, fr. Berne, wł. Berna, retorom. Berna, gsw. Bärn) – de facto stolica oraz czwarte co do wielkości i ludności miasto oraz gmina (niem. Einwohnergemeinde) w Szwajcarii, siedziba rządu (niem. Bundesstadt) i stolica kantonu Berno. Znajduje się w regionie administracyjnym Bern-Mittelland, oraz okręgu Bern-Mittelland.
Miasto leży nad rzeką Aare dzielącą je na dwie części połączone mostami. Założył je w 1191 roku książę Zähringen Bertold V i według legendy, nazwał je Bern (niem. Bär – niedźwiedź), gdyż zabił tam niedźwiedzia podczas polowania. Dziś niedźwiedź znajduje się w miejskim herbie i jest maskotką miasta. Od XIX wieku na wybiegu nad rzeką Aare (w formie fosy, stąd niem. Bärengraben) trzymane są niedźwiedzie.
Dodatkowym argumentem przemawiającym za położeniem miasta było zakole rzeki otaczające centrum z trzech stron.
Berno jest dzisiaj ważnym węzłem komunikacyjnym, stanowi siedzibę centralnych władz, zagranicznych przedsiębiorstw oraz organizacji międzynarodowych. Mimo to miasto nie straciło nic ze swojego prowincjonalnego uroku. Na siedzibę rządu Szwajcarii zostało wybrane w 1848 roku.

## Transport
W mieście znajduje się stacja kolejowa Bahnhof Bern.
Przez teren miasta przebiegają autostrady A1, A6, A12 oraz drogi główne nr 1, nr 6, nr 10 i nr 12.
Najbliższy port lotniczy Berno-Belp znajduje się w miejscowości Belp.

## Atrakcje turystyczne
Główną atrakcją Berna jest średniowieczne Stare miasto, wpisane na światową listę dziedzictwa kultury UNESCO. W 1405 roku miasto, wtedy jeszcze drewniane, doszczętnie spłonęło. Odbudowano je głównie przy użyciu piaskowca. W centrum starówki znajduje się katedra (niem. Berner Münster), wzniesiona w stylu późnogotyckim w latach 1421–1575 i ukończona pod koniec XIX w. Płaskorzeźba zdobiąca portal katedry z 1490 roku przedstawia scenę Sądu ostatecznego. Witraże umieszczone w katedrze przedstawiają słynne wydarzenia ze Starego Testamentu i są dziełem miejscowych artystów. Katedra posiada również stumetrową, najwyższą w Szwajcarii neogotycką wieżę.
Ważne znaczenie turystyczne mają ulice Marktgasse i Kramgasse, na których w odległości 150 m od siebie usytuowanych jest jedenaście ΧVІ-wiecznych fontann z figurami, w tym najpopularniejsza z nich Fontanna Wielkoluda przedstawiająca olbrzyma pożerającego małe dzieci. Wzdłuż ulic, na odcinku 6 km ciągną się arkady. Przy Kramgasse wznosi się również wieża zegarowa Zytglogge z 1530 roku, która niegdyś była częścią bramy miejskiej. Cztery minuty przed każdą pełną godziną poruszają się figurki zegara, odgrywając kilkuminutowe przedstawienie. Zegar spóźnia się ok. 3 minuty na rok.
Do muzeów mieszczących się w Bernie należy Muzeum Sztuk Pięknych (Kunstmuseum Bern) posiadające bogate zbiory prac, między innymi Paula Klee, liczące ponad 2000 eksponatów, a także włoskich i szwajcarskich artystów: Fra Angelico Madonna z Dzieciątkiem, Ferdinanda Hodlera, jak również obrazy Cézanne’a, Matisse’a i Picassa. W Berneńskim Muzeum Historycznym (Bernisches Historisches Museum) znajdują się takie eksponaty jak płaskorzeźba Taniec Śmierci Niklausa Manuela, a także skarby rodu Habsburgów. Atrakcję turystyczną stanowi również dom Alberta Einsteina, gdzie fizyk w 1905 roku stworzył teorię względności.
Jedną z atrakcji turystycznych jest również możliwość zwiedzania budynków Bundeshaus, będącego siedzibą Zgromadzenia Federalnego. W Bernie mieści się również rozarium (Rosengarten) ze zbiorem ok. 200 gatunków róż. Atrakcję stanowi również rzeka Aare.

## Sport
- SC Bern – klub hokejowy
- BSC Young Boys – klub piłkarski

28 września 2018 roku w Bernie odbyły się 62. zawody balonów wolnych z cyklu Pucharu Gordona Bennetta.

## Galeria

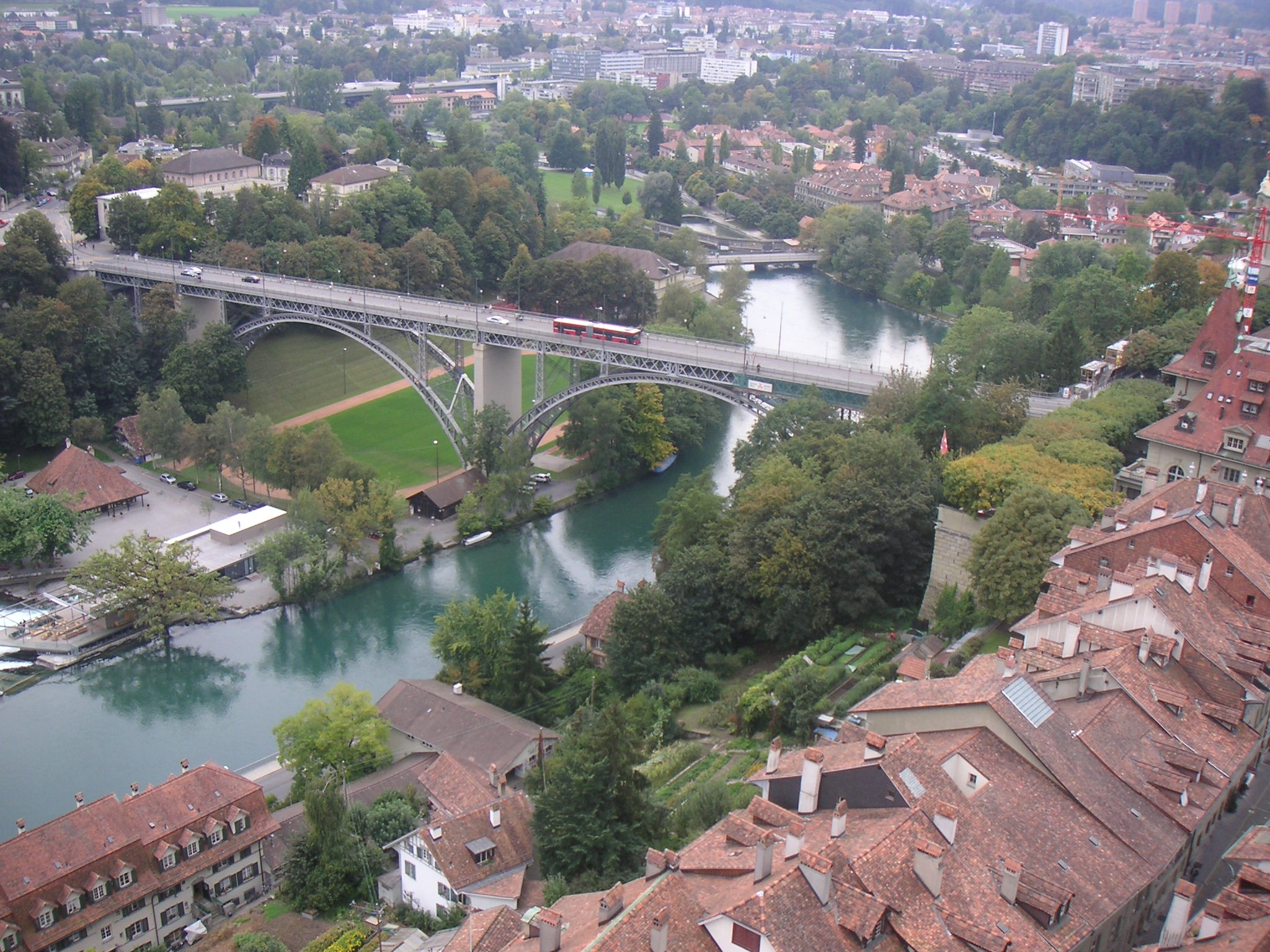
Rzeka Aare w Bernie
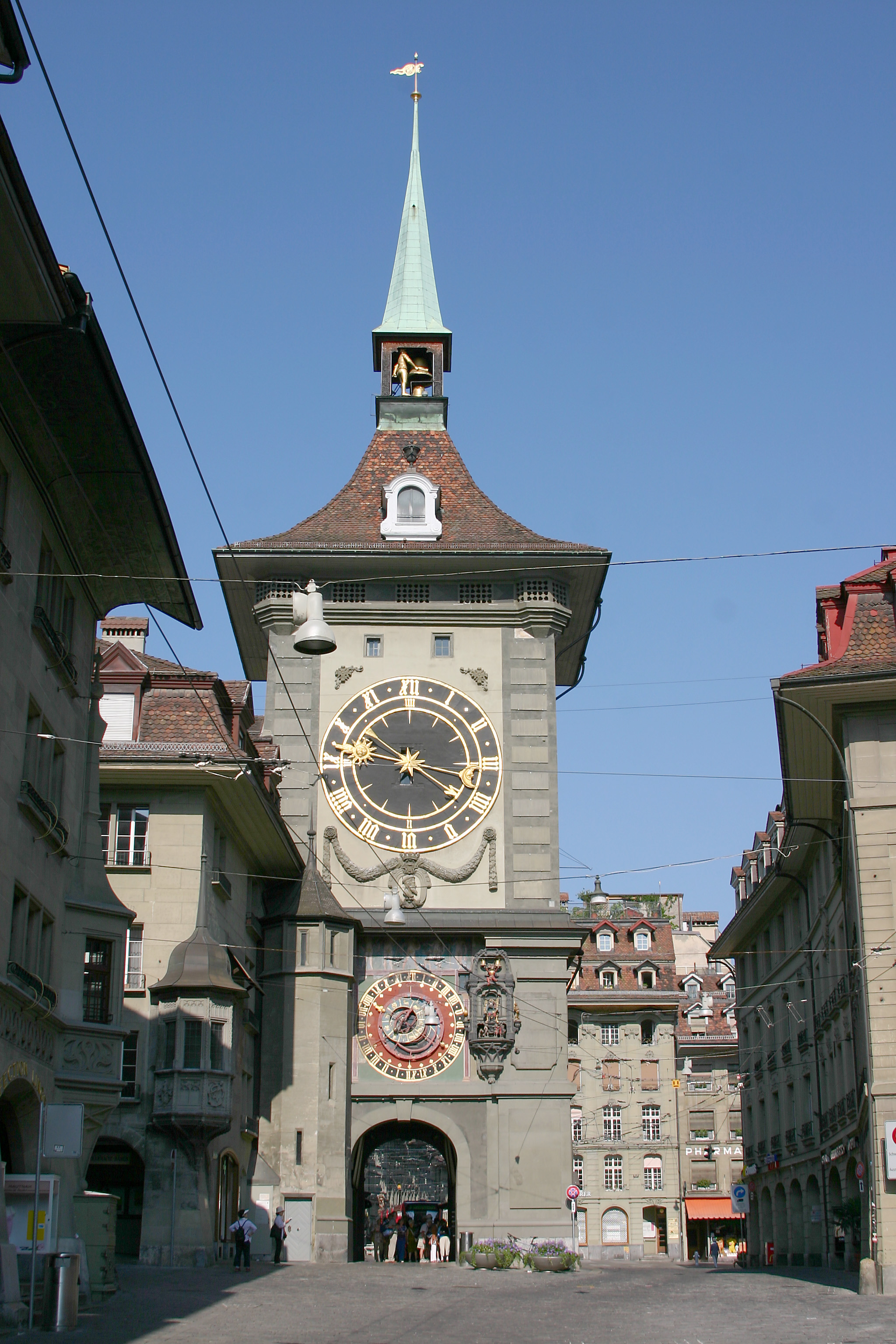
Wieża zegarowa Zytglogge
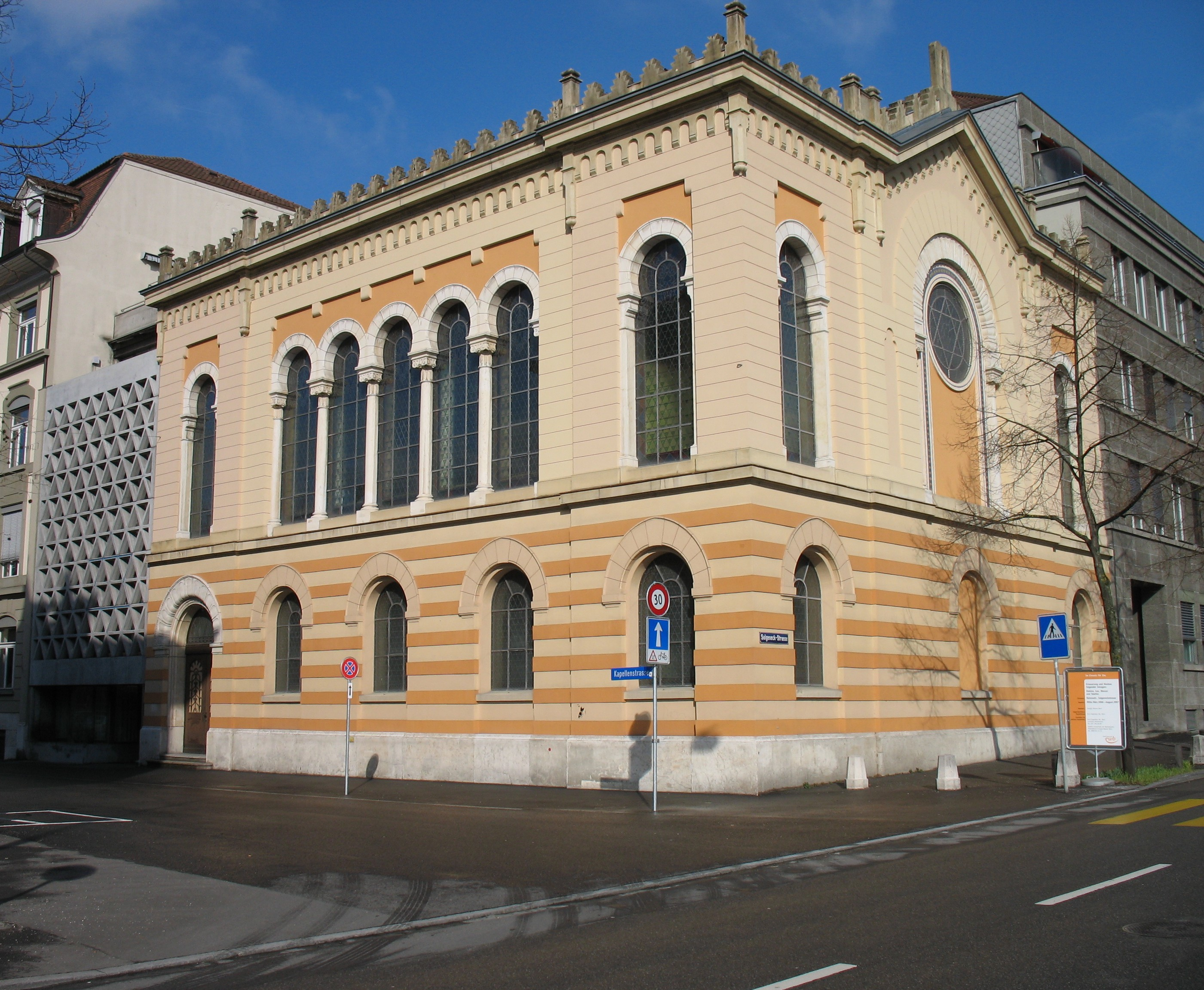
Synagoga w Bernie
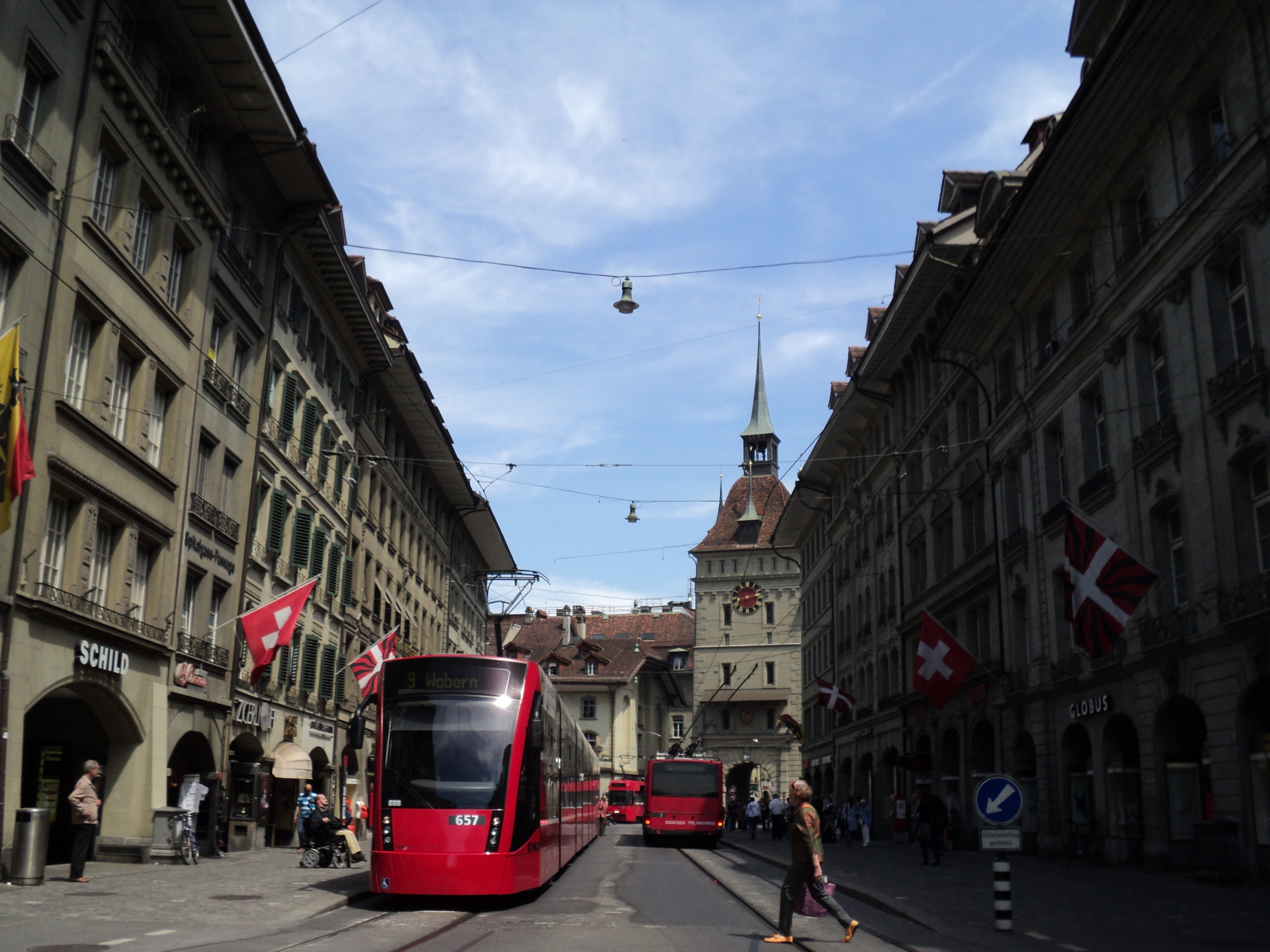
Stare miasto – Spitalgasse i Käfigturm
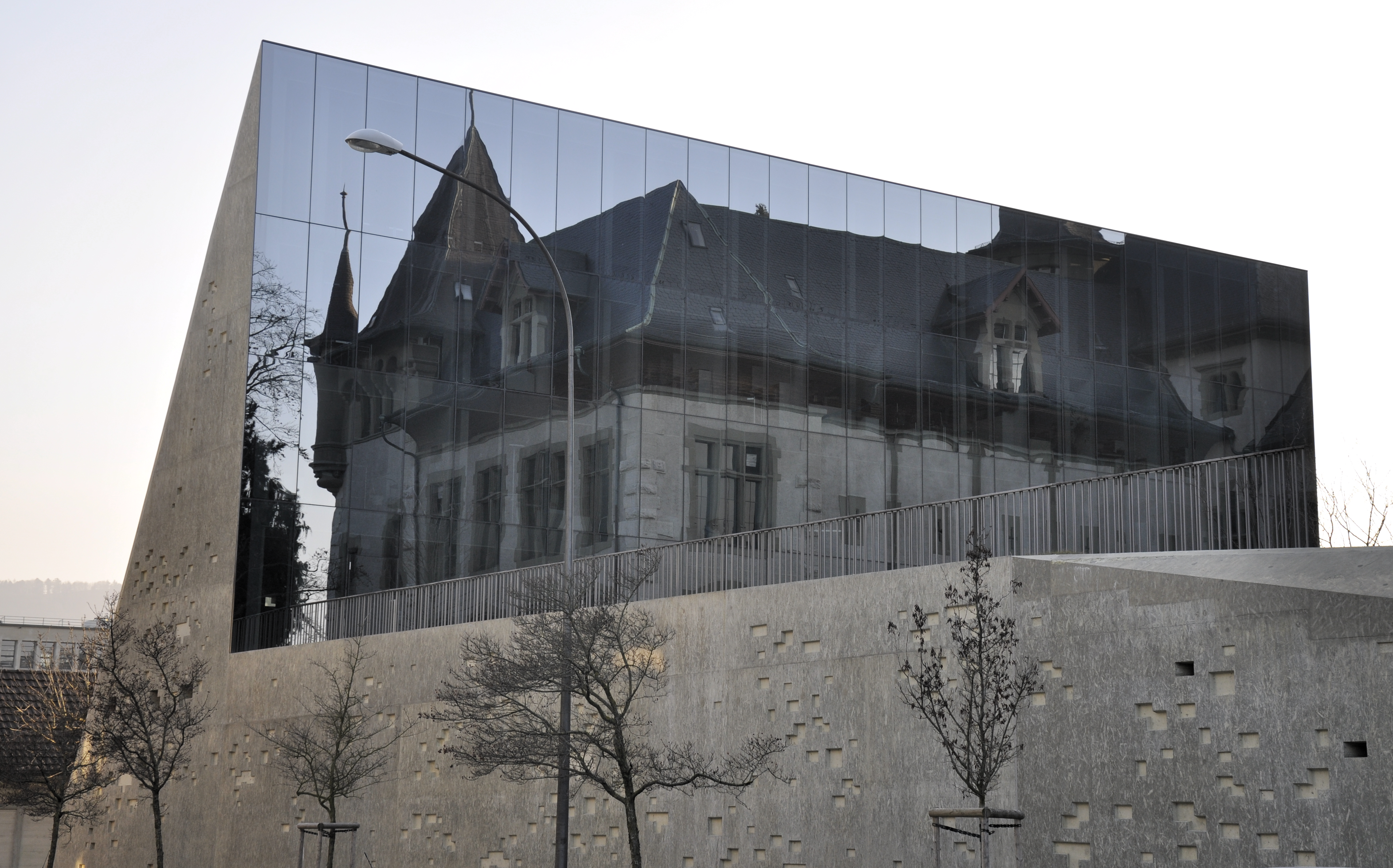
Muzeum Historyczne Berna